# Com bojos... a buscar l'or
Com bojos... a buscar l'or (títol original en anglès: Fool's Gold) és una pel·lícula estatunidenca de 2008, del gènere comèdia romàntica. Està dirigida per Andy Tennant, i protagonitzada per Matthew McConaughey, Kate Hudson i Donald Sutherland. Ha estat doblada al català.

## Argument
Benjamin Finnegan (Matthew McConaughey) i Tess Finnegan (Kate Hudson) són un matrimoni que es dedica a la recerca de tresors, però que passen per una crisi matrimonial, a la vora de la ruptura. Només trobar una gran fortuna sembla l'única manera de salvar la seva relació.

## Repartiment
- Matthew McConaughey - Ben 'Finn' Finnegan
- Kate Hudson - Tess Finnegan
- Donald Sutherland - Nigel Honeycutt
- Alexis Dziena - Gemma Honeycutt
- Ray Winstone - Moe Fitch
- Kevin Hart - Bigg Bunny Deenz
- Ewen Bremner - Alfonz
- Brian Hooks - Curtis
- Malcolm-Jamal Warner - Cordell
- Roger Sciberras - Andras

## Producció
Warner Bros. i el director Andy Tennant tenien previst rodar la pel·lícula al Carib, però es va decidir que es faria a Queensland, Austràlia, perquè la temporada de huracans al Carib podia parar la producció de la pel·lícula. Les escenes de Key West, foren filmades a Port Douglas. El rodatge també va tenir lloc a Brisbane, Gold Coast, Hamilton Island, Lizard Island, Airlie Beach i Hervey Bay. Les escenes van ser filmades a Batt Reef, on Steve Irwin va morir a causa d'una escurçana l'any 2006.